# Bolinopsis ovalis
Bolinopsis ovalis är en kammanetart som först beskrevs av Bigelow 1904.  Bolinopsis ovalis ingår i släktet Bolinopsis och familjen Bolinopsidae. Inga underarter finns listade i Catalogue of Life.